# Chuyến bay 301 của Lao Airlines
Chuyến bay 301 của Lao Airlines là một chuyến bay thường lệ bằng máy bay ATR 72-600 vận chuyển hành khách của Lao Airlines bay từ sân bay quốc tế Wattay của Viêng Chăn đến sân bay quốc tế Pakse ở Pakse ngày 16 tháng 10 năm 2013.

## Tai nạn
Chiếc máy bay ATR-72 này đã lao xuống sông Mekong vào khoảng 16h khi cố gắng hạ cánh. Đài không lưu ở sân bay Pakse khuyên phi công không nên hạ cánh vì thời tiết xấu nhưng phi công vẫn cố gắng hạ cánh, khi gần hạ cánh xuống sân bay phi công đã cho máy bay cất cánh trở lại nhưng đã . Vị trí rơi của chiếc máy nay mang số hiệu QV301 gặp nạn ở cách sân bay quốc tế Pakse, tỉnh Champasak, khoảng 8 km.
Toàn bộ 40 hành khách và 5 thành viên tổ bay đã thiệt mạng, trong đó có hai người Việt mang quốc tịch Việt Nam, một người Việt mang quốc tịch Lào. Phát ngôn viên bộ ngoại giao Thái Lan, Sek Wannamethee cho biết, 5 công dân Thái Lan nằm trong số các hành khách thiệt mạng. Ít nhất 7 hành khách Pháp cũng ở trong danh sách hành khách tử nạn. Nguyên nhân tai nạn được cho là do thời tiết xấu do bão Nari gây ra.

## Thiệt hại
Vào 21h ngày 16 tháng 10 năm 2013, Lao Airlines công bố danh sách những nạn nhân, trong đó có năm người Thái Lan, 6 người Úc, 3 người Hàn Quốc, 7 người Pháp, 1 người Mỹ, 1 người Trung Quốc, 1 người Đài Loan và 3 người Việt Nam. Những người đó đều tử vong
| Quốc gia   | Hành khách | Phi hành đoàn | Tổng |
| ---------- | ---------- | ------------- | ---- |
| Lào        | 16         | 4             | 20   |
| Pháp       | 7          | -             | 7    |
| Úc         | 6          | -             | 6    |
| Thái Lan   | 5          | -             | 5    |
| Hàn Quốc   | 3          | -             | 3    |
| Việt Nam   | 3          | -             | 3    |
| Campuchia  | -          | 1             | 1    |
| Trung Quốc | 1          | -             | 1    |
| Malaysia   | 1          | -             | 1    |
| Đài Loan   | 1          | -             | 1    |
| Hoa Kỳ     | 1          | -             | 1    |
| Tổng       | 44         | 5             | 49   |